# Csónakcsőrű ricsóka
A csónakcsőrű ricsóka (Cymbirhynchus macrorhynchos) a madarak osztályának verébalakúak (Passeriformes) rendjébe, a ricsókafélék (Eurylaimidae) családjába tartozó Cymbirhynchus nem egyetlen faja.

## Előfordulása
Borneón, Thaiföld déli részén, Dél-Laoszban, Dél-Vietnámban, a Maláj-félszigeten és Szumátrán honos, főleg vizes, örökzöld erdős területek lakója.

## Alfajai
- Cymbirhynchus macrorhynchus affinis
- Cymbirhynchus macrorhynchus lemniscatus
- Cymbirhynchus macrorhynchus macrorhynchos
- Cymbirhynchus macrorhynchus malaccensis
- Cymbirhynchus macrorhynchus siamensis
- Cymbirhynchus macrorhynchus tenebrosus

## Megjelenése
Testhossza 21–24 centiméter, testtömege 50–76 gramm. Szép bíbor és fekete színű madár. Fej, háta, és faroktolla fekete.

## Életmód
Rovarokkal, rákokkal és halakkal táplálkozik. Általában párban vagy kisebb csoportokban él.

## Szaporodása
A szaporodási időszak rendszerint a száraz időszakra esik. A nőstény 2-3 tojást rak le, melyeket a szülők közösen költenek ki.